# جاكي موريس
جاكي موريس (بالإنجليزية: Jackie Morris)‏ هي فنانة وكاتِبة ورسامة توضيحية بريطانية، ولدت في 1961 في برمنغهام في المملكة المتحدة.